# 蒂蒂旺沙站
蒂蒂旺沙站位於吉隆坡的敦拉薩路旁，是吉隆坡安邦线和大城堡线与吉隆坡单轨的转换站。本站位于鹅唛河东岸和敦拉萨路旁，也是吉隆坡單軌的北端終點站。本站周圍有許多的住宅區，加上為兩線交會之處，車站的人流量非常高，2023年起也是布城線的其中一个地下车站。
本站屬於安邦線第二階段路線，於1998年12月6日開始營運，而吉隆坡單軌站台則於2003年於馬來西亞的國慶日8月31日開始通行。
2012年3月1日連接安邦線與吉隆坡單軌站台的空橋完工後，乘客可在本站進行站內换乘而無需另外購票。在此之前，乘客欲前往另一條路線换乘時，需要出站再另行購票。蒂蒂旺沙巴士总站就位于车站旁，是吉隆坡快捷通巴士的主要停靠站点。

## 历史
在吉隆坡共和联邦运动会期间，政府在吉隆坡北部和南部区域建设了一条15公里的轨道，目的是将冼都东连接至市区及周边地区，以应付武吉加里尔共运会选手村和国家体育场的人潮。
随后在2003年，位于敦拉萨路上的蒂蒂旺沙单轨站开放
并作为吉隆坡单轨的北端终点站，位于轨道末端有一个车挡器以防止列车脱轨。单轨站的车站设计类似轻轨站，两站间有一个行人天桥以进行换乘，本站也是安邦/大城堡线和吉隆坡单轨唯二的转换站，另外一个是汉都亚站。
车站地下设有布城线的捷运站，于2023年3月开放，并可和单轨和轻轨站进行站内换乘，本站是是安邦/大城堡线和布城线唯三的转换站，另外两站是陈秀连站和新街场站，同时也是吉隆坡单轨和布城线唯一的转换站。

## 意外事件

### 吉隆坡单轨
2015年3月30日，一辆单轨列車在蒂蒂旺沙站停靠时突然冒出浓浓黑烟，由於列車還沒離站，站務人員立即疏散所有乘客，也导致吉隆坡单轨的服务被中断到中午恢復正常，无人在这起意外中受伤。

## 車站結構
蒂蒂旺沙轻轻快铁、单轨和捷运站之间设有空桥互相连接。
| 二樓 | 安邦线站台         | 侧式站台                                                                               | 侧式站台 |
| 二樓 | 安邦线站台         | 1号站台: 3 安邦线/4 大城堡线 34往 AG1 SP1 冼都東 (→)                                   |          |
| 二樓 | 安邦线站台         | 2号站台: 3 安邦线/4 大城堡线 34通过 AG11 SP11 陈秀连往 SP31 布特拉高原与 AG18 安邦 (←) |          |
| 二樓 | 安邦线站台         | 侧式站台                                                                               |          |
| 二樓 |                    |                                                                                        |          |
| 二樓 | 吉隆坡單軌站台     | 侧式站台                                                                               | 侧式站台 |
| 二樓 | 吉隆坡單軌站台     | 2号站台: 8 吉隆坡单轨列车 8往 MR01 吉隆坡中央单轨车站 (←)                              |          |
| 二樓 | 吉隆坡單軌站台     | 1号站台: 8 吉隆坡单轨列车 8往 MR01 吉隆坡中央单轨车站 (←)                              |          |
| 二樓 | 吉隆坡單軌站台     | 侧式站台                                                                               |          |
| 一樓 | 安邦線车站大厅     | 詢問處、自動售票機、驗票閘門、售票站、車站控制台、電扶梯往/自出口                      |          |
| 一樓 | 付費區通道         | 付費區空橋連接安邦線與吉隆坡單軌的站台                                                 |          |
| 一樓 | 吉隆坡單軌车站大厅 | 詢問處、自動售票機、驗票閘門、售票站、車站控制台、電扶梯往/自出口                      |          |
| 地面 | 街道               | 蒂蒂旺沙总站, 電扶梯前往安邦線與吉隆坡單軌入口                                         |          |

## 蒂蒂旺沙终站
蒂蒂旺沙站靠近该巴士枢纽，蒂蒂旺沙终站就位于鹅唛河的北边，仅由几排候车厅组成。该站提供多条当地巴士服务，主要由快捷通巴士和GO吉隆坡城市巴士提供服务。该终站也设有前往西彭亨主要城镇的城际巴士服务，其中包括云顶高原、文冬、劳勿、瓜拉立卑、金马仑高原 、而连突、淡马鲁和直凉。
蒂蒂旺沙终站
蒂蒂旺沙捷运站

## 圖片集

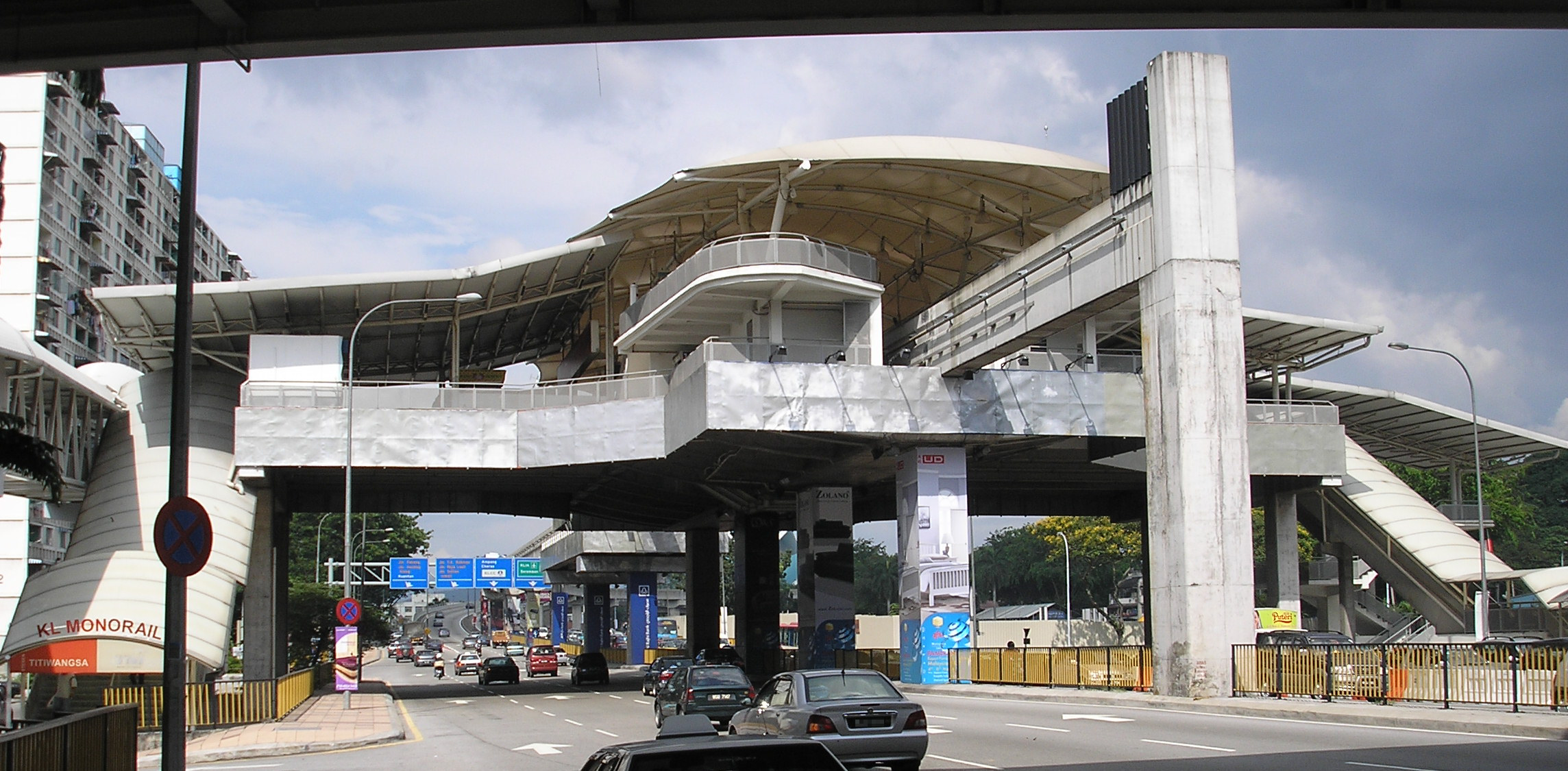
蒂蒂旺沙站為吉隆坡單軌的終點站
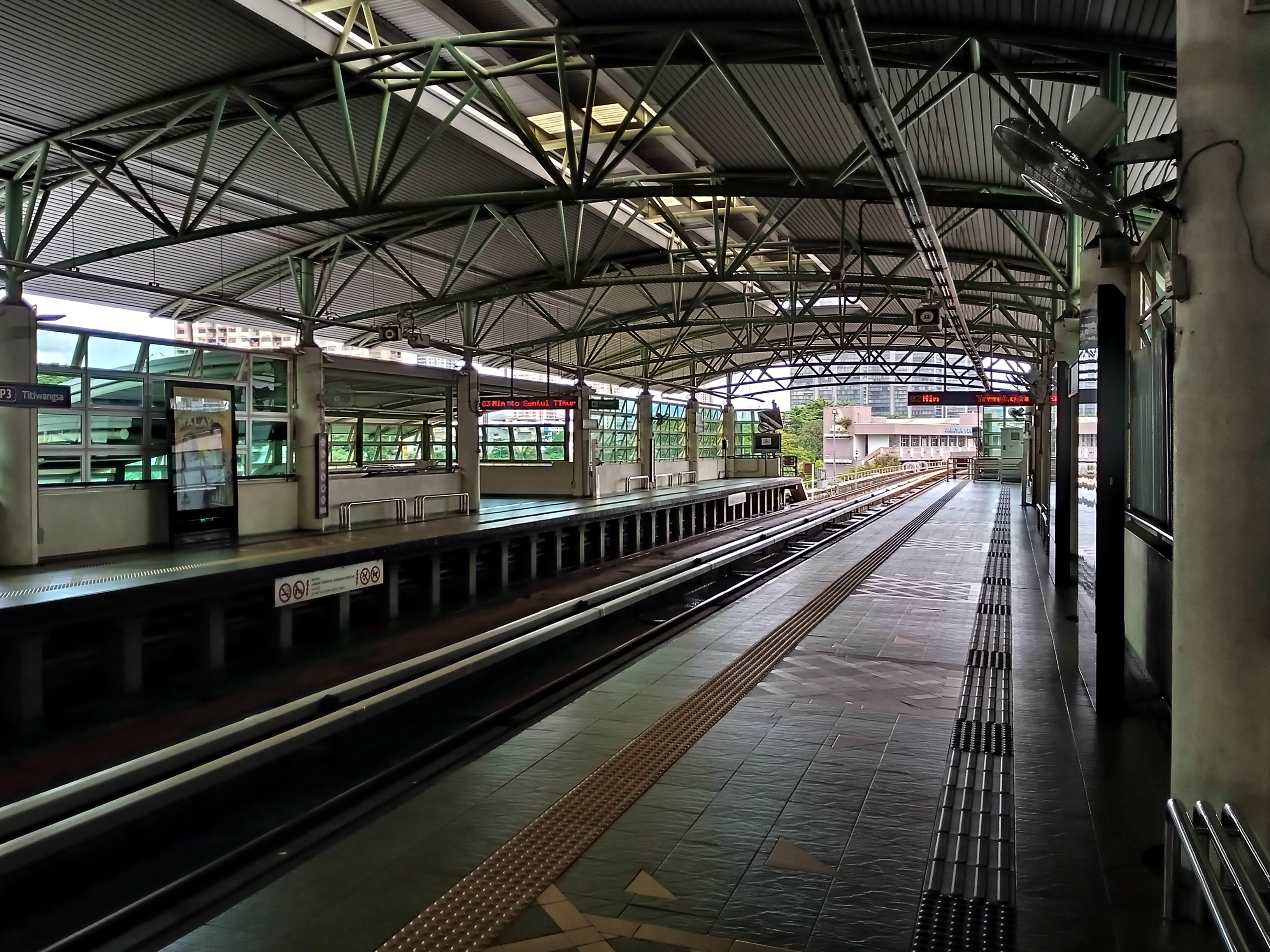
蒂蒂旺沙安邦線站台